# لاري (القط)
لاري (يُعتقد أنه وُلد في يناير 2007) قط أليف من نوع قط عتابي يشغل منصب رئيس صائدي الفئران لمكتب رئيس الوزراء بمقر رئاسة الوزراء البريطاني في 10 داوننغ ستريت، ومقيم فيه منذ 15 فبراير 2011، اكتسب سمعة بأنه «عنيف» في تفاعلاته مع صائد الفئران داخلي أخر، لا سيما وزارة الخارجية القط الأصغر بكثير بالمرستون. عاش لاري بمقر رئاسة الوزراء البريطاني أثناء فترة ستة رؤساء وزراء هم ديفيد كاميرون، تيريزا ماي، بوريس جونسون، ليز تروس، ريشي سوناك وكير ستارمر.

## نشأته
وُلِد لاري كقط ضال في يناير 2007 تقريبًا، ثم انتقل لاحقًا إلى حيازة مركز باترسي للكلاب والقطط، في عام 2011 تبناه موظفو داونينج ستريت، كان من المفترض في البداية أن يكون حيوانًا أليفًا لأطفال كاميرون. ووصفته مصادر داونينج ستريت بأنه "صائد جرذان جيد" وأنه "لديه غريزة مطاردة وصيد عالية". في عام 2012، قالت دار رعاية الكلاب والقطط في باترسي إن الدعاية التي حظي بها لاري أدت إلى زيادة بنسبة 15٪ في تبني القطط.
وبعد وقت قصير من استقباله في داونينج ستريت، انتشرت قصة في الصحافة تزعم أن لاري كان قطًا ضائعًا وأن المالك الأصلي بدأ حملة لاستعادته. تبين لاحقًا أن القصة كانت مجرد خدعة ولم يكن هناك مالك أو حملة من هذا القبيل.